# 特克斯镇
特克斯镇，是中华人民共和国新疆维吾尔自治区伊犁哈萨克自治州特克斯县下辖的一个乡镇级行政单位。

## 行政区划
特克斯镇下辖以下地区：
- 古勒巴格社區（對應「乾」卦）
- 古勒巴格農業村
- 博斯坦社區（對應「離」卦）
- 博斯坦農業村
- 霍斯庫勒社區（對應「震」卦）
- 霍斯庫勒農業村
- 阿扎提社區（對應「坎」卦）
- 阿克奇社區（對應「兌」卦）
- 闊布社區（對應「坤」卦）
- 阿熱勒社區（對應「巽」卦）
- 闊克阿尕什社區（對應「艮」卦）和
- 阿克塔斯牧業村。

各區的名稱均按八卦城八條街道的名稱及後天八卦的方位而命名。